# Anton Raadik
Anton Raadik (ur. 15 stycznia 1917 w Raikküli, w prowincji Rapla, zm. 13 marca 1999 w Chicago, USA) – estoński bokser, mistrz Europy amatorów w wadze średniej z 1939 roku.
Był trzykrotnym mistrzem Estonii: w 1937 roku w kategorii średniej, a w 1940 i 1941 w wadze półciężkiej. Startując w mistrzostwach Europy w Mediolanie w 1937 roku, dotarł do ćwierćfinału kategorii średniej. Na następnych mistrzostwach w Dublinie w 1939 roku zdobył złoty medal, zostając najlepszym pięściarzem wagi średniej.
Po ataku Niemiec na ZSRR w 1941 roku przedostał się do Finlandii, a potem do neutralnej Szwecji. Właśnie w Skandynawii rozpoczął w 1943 roku starty jako zawodowy pięściarz. W 1946 roku wyemigrował na stałe do USA, gdzie kontynuował karierę. Mierzył się tam z najlepszymi bokserami wagi średniej epoki: Jakiem LaMottą, Alem Hostakiem, Georgiem Abramsem czy Marcelem Cerdanem. Karierę zakończył w 1952 roku. W sumie stoczył 60 zawodowych walk, z czego 35 wygrał, 1 zremisował i 24 przegrał.